# Арбузов, Валерий Петрович
Вале́рий Петро́вич Арбу́зов (р. 1 октября 1939 года) — бывший губернатор Костромской области с 1991 по 1996 год.

## Биография
Родился 1 октября 1939 года в д. Быково Шарьинского района Костромской области в крестьянской семье. По национальности русский. Отец погиб в годы войны.

### Образование
Окончил Кировский сельскохозяйственный институт, Академию общественных наук при ЦК КПСС. Работал ветеринарным врачом, директором межрайонной ветеринарной лаборатории.

### Политическая деятельность
С 1970 года — в партийных органах, избирался первым секретарем Шарьинского горкома КПСС и Сусанинского райкома КПСС. В 1987 году — первый заместитель председателя исполкома Костромского областного Совета — председатель областного агропромышленного комитета. С 1988 по 1990 год — секретарь Костромского обкома КПСС.
В 1990 году был избран депутатом костромского областного Совета народных депутатов. Затем на выборах председателя облисполкома был избран, обойдя ранее занимавшего этот пост Альвина Ерёмина.
В августе 1991 года в дни ГКЧП заявил о выходе из КПСС. С сентября по декабрь 1991 года совмещал должности председателя исполкома и председателя областного Совета.
14 декабря 1991 года указом Президента Российской Федерации был назначен главой администрации Костромской области. В декабре 1993 года был избран в Совет Федерации первого созыва, являлся членом Комитета по аграрной политике. С января по декабрь 1996 года по должности входил в Совет Федерации второго созыва, работал в том же комитете.
В 1995 году был избран членом Совета НДР.
В декабре 1996 года во втором туре проиграл выборы на пост главы администрации области Виктору Шершунову.
В настоящее время находится на пенсии.

## Семья
Женат, имеет дочь.

## Награды
- Благодарность Президента Российской Федерации (12 августа 1996) — за активное участие в организации и проведении выборной кампании Президента Российской Федерации в 1996 году[2].